# Vòng loại Cúp bóng đá châu Á 2023
Vòng loại Cúp bóng đá châu Á 2023 là quá trình vòng loại do Liên đoàn bóng đá châu Á (AFC) tổ chức để xác định các đội tuyển sẽ tham gia Cúp bóng đá châu Á 2023, lần thứ 18 của giải bóng đá nam quốc tế của châu Á. Kể từ năm 2019, vòng chung kết Cúp bóng đá châu Á được tranh tài bởi 24 đội tuyển, được mở rộng từ thể thức 16 đội đã được sử dụng từ năm 2004 đến năm 2015.
Quá trình vòng loại bao gồm 4 vòng, trong đó hai vòng đầu tiên cũng là vòng loại giải vô địch bóng đá thế giới 2022 cho các đội tuyển châu Á. Chỉ có vòng 1 đóng vai trò là vòng loại cho Cúp bóng đá đoàn kết châu Á 2020 đã bị hủy bỏ khi 6 đội tuyển đã bị loại khỏi vòng 1 của các vòng loại chung Giải vô địch bóng đá thế giới 2022 và Cúp bóng đá châu Á 2023. Hai đội tuyển sẽ bị loại khỏi vòng play-off của vòng loại Cúp bóng đá châu Á là một trong bốn đội tuyển sẽ vượt qua vòng loại tham dự Cúp bóng đá đoàn kết châu Á.

## Thể thức
Cấu trúc vòng loại như sau:
- Vòng 1: 12 đội tuyển (xếp hạng từ 35–46) đã thi đấu vòng tròn 2 lượt trên sân nhà và sân khách. Sáu đội thắng của vòng 1 giành quyền vào vòng 2.
- Vòng 2: 40 đội tuyển (xếp hạng từ hạng 1–34 (bao gồm Trung Quốc với tư cách là chủ nhà) và 6 đội tuyển vượt qua vòng 1) được chia thành 8 bảng, mỗi bảng 5 đội thi đấu vòng tròn 2 lượt theo thể thức sân nhà - sân khách.
  - 8 đội nhất bảng và 4 đội nhì bảng có thành tích tốt nhất giành quyền vào vòng chung kết. Nếu Trung Quốc kết thúc vòng này với tư cách là đội nhất bảng hoặc một trong 4 đội nhì bảng có thành tích tốt nhất, đội nhì bảng có thành tích tốt thứ năm sẽ lọt vào vòng chung kết.
  - 22 đội tuyển có thứ hạng cao tiếp theo (3 đội nhì bảng còn lại, 8 đội xếp thứ 3, 8 đội xếp thứ 4 và 3 đội xếp thứ 5 có thành tích tốt nhất) giành quyền trực tiếp vào vòng 3 của vòng loại Cúp bóng đá châu Á.
  - 4 đội tuyển còn lại bước vào vòng play-off để tranh 2 suất vé còn lại trong vòng 3 của vòng loại Cúp bóng đá châu Á.
- Vòng play-off: 4 đội tuyển có thứ hạng thấp nhất tại vòng 2 sẽ được chia làm 2 cặp đấu play-off thi đấu vòng tròn 2 lượt trên sân nhà và sân khách để xác định hai đội tuyển cuối cùng vào vòng 3.
- Vòng 3: 24 đội tuyển sẽ được chia thành 6 bảng 4 đội để thi đấu các trận đấu vòng tròn 1 lượt tính điểm trên sân nhà và sân khách và họ sẽ tranh các suất còn lại của Cúp bóng đá châu Á.

## Các đội tuyển tham gia
46 quốc gia trực thuộc FIFA từ AFC đã tham dự vòng loại, với bảng xếp hạng bóng đá thế giới tháng 4 năm 2019 được sử dụng để xác định quốc gia nào sẽ thi đấu trong vòng 1 và quốc gia nào được đặc cách đến vòng 2. Đối với hạt giống trong lễ bốc thăm vòng 2 và vòng 3, bảng xếp hạng FIFA gần nhất trước các lễ bốc thăm đó sẽ được sử dụng.
Do thể thức chung của các vòng loại Giải vô địch bóng đá thế giới và Cúp bóng đá châu Á, Qatar (với tư cách là nước chủ nhà của Giải vô địch bóng đá thế giới 2022) và Trung Quốc (với tư cách là nước chủ nhà của Cúp bóng đá châu Á 2023) đều phải tham dự vòng 2 của quá trình vòng loại .
Các hạn chế sau đây đã được áp dụng:
- Quần đảo Bắc Mariana không phải là thành viên FIFA, không thể tham gia.
- Đông Timor đã bị cấm tham dự vòng loại Cúp bóng đá châu Á sau khi bị phát hiện có tổng cộng 12 cầu thủ không đủ điều kiện trong các trận đấu vòng loại Cúp bóng đá châu Á 2019 trong số các giải đấu khác.[6] Tuy nhiên, do FIFA không cấm họ tham dự vòng loại giải vô địch bóng đá thế giới, Đông Timor được phép tham dự giải đấu, nhưng đã không đủ điều kiện để tham dự vòng loại Cúp bóng đá châu Á.

| Vào thẳng vòng 2 (Xếp hạng từ hạng 1 đến hạng 34) | Phải thi đấu vòng 1 (Xếp hạng từ hạng 35 đến hạng 46) |
| --- | --- |
| 1. Iran (21) 2. Nhật Bản (26) 3. Hàn Quốc (37) 4. Úc (41) 5. Qatar (55) 6. UAE (67) 7. Ả Rập Xê Út (72) 8. Trung Quốc (74) 9. Iraq (76) 10. Syria (83) 11. Uzbekistan (85) 12. Liban (86) 13. Oman (86) 14. Kyrgyzstan (95) 15. Jordan (97) 16. Việt Nam (98) 17. Palestine (99) 18. Ấn Độ (101) 19. Bahrain (111) 20. Thái Lan (114) 21. Tajikistan (120) 22. CHDCND Triều Tiên (121) 23. Philippines (124) 24. Đài Bắc Trung Hoa (125) 25. Turkmenistan (136) 26. Myanmar (140) 27. Hồng Kông (141) 28. Yemen (146) 29. Afghanistan (149) 30. Maldives (151) 31. Kuwait (156) 32. Indonesia (159) 33. Singapore (160) 34. Nepal (161) | 1. Malaysia (168) 2. Campuchia (173) 3. Ma Cao (183) 4. Lào (184) 5. Bhutan (186) 6. Mông Cổ (187) 7. Bangladesh (188) 8. Guam (193) 9. Brunei (194) 10. Đông Timor (195) 11. Pakistan (200) 12. Sri Lanka (202) |

## Lịch thi đấu
Lịch thi đấu của giải đấu được dự kiến như sau trong các bảng dưới đây.
Vào ngày 9 tháng 3 năm 2020, FIFA và AFC đã tuyên bố rằng các trận đấu vòng 2 vào các lượt đấu 7–10 diễn ra vào tháng 3 và tháng 6 năm 2020 đã bị hoãn lại do đại dịch COVID-19, với ngày thi đấu mới sẽ được xác nhận. Tuy nhiên, theo sự chấp thuận của FIFA và AFC và sự đồng ý của cả hai hiệp hội thành viên, các trận đấu có thể được diễn ra theo lịch thi đấu được cung cấp trong điều kiện đảm bảo sự an toàn cho tất cả các cá nhân liên quan đáp ứng các tiêu chuẩn cần thiết. Vào ngày 5 tháng 6, AFC xác nhận rằng các lượt đấu 7 và 8 dự kiến diễn ra lần lượt vào ngày 8 và 13 tháng 10, trong khi các lượt đấu 9 và 10 cũng được lên lịch để bắt đầu khởi tranh vào ngày 12 và 17 tháng 11. Vào ngày 12 tháng 8, AFC đã tuyên bố rằng các trận đấu vòng loại sắp tới cho Cúp thế giới 2022 và Cúp bóng đá châu Á 2023, ban đầu dự kiến diễn ra trong các trận đấu quốc tế vào tháng 10 và tháng 11 năm 2020, đã được dời lại đến năm 2021.
Vào ngày 11 tháng 11 năm 2020, Ủy ban thi đấu AFC đã đồng ý tại cuộc họp của mình rằng tất cả các trận đấu còn lại của vòng 2 sẽ được hoàn thành trước ngày 15 tháng 6 năm 2021, với các lượt đấu 7 và 8 vào tháng 3 năm 2021 và các lượt đấu 9 và 10 vào tháng 6 năm 2021. Tuy nhiên, cùng ngày, FIFA cùng với các hiệp hội thành viên Bangladesh và Qatar đã chấp thuận cho trận đấu vòng 2 duy nhất ban đầu dự kiến vào năm 2020, Qatar gặp Bangladesh, đã được diễn ra vào ngày 4 tháng 12.
Vào ngày 19 tháng 2 năm 2021, FIFA và AFC đã phải hoãn phần lớn các trận đấu sắp tới đến tháng 6. Vào ngày 16 tháng 6, Liên đoàn bóng đá Tajikistan báo cáo rằng vòng 3 sẽ bắt đầu vào tháng 2 năm 2022.
| Vòng   | Lượt đấu    | Các ngày                                                  |
| ------ | ----------- | --------------------------------------------------------- |
| Vòng 1 | Lượt đi     | 6 tháng 6 năm 2019                                        |
| Vòng 1 | Lượt về     | 11 tháng 6 năm 2019                                       |
| Vòng 2 | Lượt đấu 1  | 5 tháng 9 năm 2019                                        |
| Vòng 2 | Lượt đấu 2  | 10 tháng 9 năm 2019                                       |
| Vòng 2 | Lượt đấu 3  | 10 tháng 10 năm 2019                                      |
| Vòng 2 | Lượt đấu 4  | 15 tháng 10 năm 2019                                      |
| Vòng 2 | Lượt đấu 5  | 14 tháng 11 năm 2019                                      |
| Vòng 2 | Lượt đấu 6  | 19 tháng 11 năm 2019                                      |
| Vòng 2 | Lượt đấu 7  | 25 tháng 3, 28 tháng 5 và 3 tháng 6 năm 2021              |
| Vòng 2 | Lượt đấu 8  | 4 tháng 12 năm 2020; 30 tháng 3 và 7 & 9 tháng 6 năm 2021 |
| Vòng 2 | Lượt đấu 9  | 30 tháng 3, 30 tháng 5 và 11 tháng 6 năm 2021             |
| Vòng 2 | Lượt đấu 10 | 13 và 15 tháng 6 năm 2021                                 |

| Vòng          | Lượt đấu   | Ngày                       |
| ------------- | ---------- | -------------------------- |
| Vòng play-off | Lượt đi    | 7 và 9 tháng 10 năm 2021   |
| Vòng play-off | Lượt về    | 11 và 12 tháng 10 năm 2021 |
| Vòng 3        | Lượt đấu 1 | 8 tháng 6 năm 2022         |
| Vòng 3        | Lượt đấu 2 | 11 tháng 6 năm 2022        |
| Vòng 3        | Lượt đấu 3 | 14 tháng 6 năm 2022        |

| Giai đoạn     | Lượt đấu         | Ngày                                                                        |
| ------------- | ---------------- | --------------------------------------------------------------------------- |
| Vòng 2        | Lượt đấu 7       | 26 tháng 3 năm 2020, sau ngày 8 tháng 10                                    |
| Vòng 2        | Lượt đấu 8       | 31 tháng 3 năm 2020, sau ngày 13 tháng 10                                   |
| Vòng 2        | Lượt đấu 9       | 4 tháng 6 năm 2020, sau ngày 12 tháng 11, sau đó là ngày 7 tháng 6 năm 2021 |
| Vòng 2        | Lượt đấu 10      | 9 tháng 6 năm 2020, sau ngày 17 tháng 11                                    |
| Vòng play-off | Lượt đi (vòng 1) | 3 tháng 9 năm 2020                                                          |
| Vòng play-off | Lượt về (vòng 1) | 8 tháng 9 năm 2020                                                          |
| Vòng play-off | Lượt đi (vòng 2) | 13 tháng 10 năm 2020                                                        |
| Vòng play-off | Lượt về (vòng 2) | 17 tháng 11 năm 2020                                                        |
| Vòng 3        | Lượt đấu 1       | 30 tháng 3 năm 2021, sau ngày 11 tháng 11                                   |
| Vòng 3        | Lượt đấu 2       | 8 tháng 6 năm 2021, sau ngày 16 tháng 11                                    |
| Vòng 3        | Lượt đấu 3       | 7 tháng 9 năm 2021, sau ngày 1 tháng 2 năm 2022                             |
| Vòng 3        | Lượt đấu 4       | 12 tháng 10 năm 2021, sau ngày 24 tháng 3 năm 2022                          |
| Vòng 3        | Lượt đấu 5       | 16 tháng 11 năm 2021, sau ngày 29 tháng 3 năm 2022                          |
| Vòng 3        | Lượt đấu 6       | 29 tháng 3 năm 2022, sau ngày 14 tháng 6                                    |

## Vòng 1
Lễ bốc thăm vòng 1 đã diễn ra vào ngày 17 tháng 4 năm 2019 lúc 11:00 MST (UTC+8), tại tòa nhà AFC ở Kuala Lumpur, Malaysia.
Sáu đội đã bị loại từ vòng này tiến vào Cúp bóng đá đoàn kết châu Á 2020 đã bị hủy bỏ.
| Đội 1     | TTS  | Đội 2      | Lượt đi | Lượt về    |
| --------- | ---- | ---------- | ------- | ---------- |
| Mông Cổ   | 3–2  | Brunei     | 2–0     | 1–2        |
| Ma Cao    | 1–3  | Sri Lanka  | 1–0     | 0–3 (awd.) |
| Lào       | 0–1  | Bangladesh | 0–1     | 0–0        |
| Malaysia  | 12–2 | Đông Timor | 7–1     | 5–1        |
| Campuchia | 4–1  | Pakistan   | 2–0     | 2–1        |
| Bhutan    | 1–5  | Guam       | 1–0     | 0–5        |

## Vòng 2
Lễ bốc thăm vòng 2 đã được tổ chức vào ngày 17 tháng 7 năm 2019 lúc 17:00 MST (UTC+8), tại tòa nhà AFC ở Kuala Lumpur, Malaysia.
Hạt giống được dựa trên bảng xếp hạng bóng đá thế giới tháng 6 năm 2019 (hiển thị trong dấu ngoặc đơn ở bên dưới).
| Nhóm 1 | Nhóm 2 | Nhóm 3 |
| --- | --- | --- |
| 1. Iran (20) 2. Nhật Bản (28) 3. Hàn Quốc (37) 4. Úc (43) 5. Qatar (55) 6. UAE (67) 7. Ả Rập Xê Út (69) 8. Trung Quốc (73)                        | 1. Iraq (77) 2. Uzbekistan (82) 3. Syria (85) 4. Oman (86) 5. Liban (86) 6. Kyrgyzstan (95) 7. Việt Nam (96) 8. Jordan (98)                   | 1. Palestine (100) 2. Ấn Độ (101) 3. Bahrain (110) 4. Thái Lan (116) 5. Tajikistan (120) 6. CHDCND Triều Tiên (122) 7. Đài Bắc Trung Hoa (125) 8. Philippines (126) |
| Nhóm 4 | Nhóm 5 | |
| 1. Turkmenistan (135) 2. Myanmar (138) 3. Hồng Kông (141) 4. Yemen (144) 5. Afghanistan (149) 6. Maldives (151) 7. Kuwait (156) 8. Malaysia (159) | 1. Indonesia (160) 2. Singapore (162) 3. Nepal (165) 4. Campuchia (169) 5. Bangladesh (183) 6. Mông Cổ (187) 7. Guam (190) 8. Sri Lanka (201) | |

### Các bảng

#### Bảng A
Trung Quốc đã vượt qua vòng loại cho Cúp bóng đá châu Á với tư cách là chủ nhà. Tham dự vào vòng này là dành cho vòng loại Giải vô địch bóng đá thế giới.

| VT | Đội         | ST | T | H | B | BT | BB | HS  | Đ  | Giành quyền tham dự                  |  | Syria | Trung Quốc | Philippines | Maldives | Guam |
| -- | ----------- | -- | - | - | - | -- | -- | --- | -- | ------------------------------------ |  | ----- | ---------- | ----------- | -------- | ---- |
| 1  | Syria       | 8  | 7 | 0 | 1 | 22 | 7  | +15 | 21 | Vòng 3 và Cúp châu Á                 |  |       | 2–1        | 1–0         | 2–1      | 4–0  |
| 2  | Trung Quốc  | 8  | 6 | 1 | 1 | 30 | 3  | +27 | 19 | Vòng 3 và Cúp châu Á                 |  | 3–1   |            | 2–0         | 5–0      | 7–0  |
| 3  | Philippines | 8  | 3 | 2 | 3 | 12 | 11 | +1  | 11 | Vòng loại Cúp châu Á (Vòng 3)        |  | 2–5   | 0–0        |             | 1–1      | 3–0  |
| 4  | Maldives    | 8  | 2 | 1 | 5 | 7  | 20 | −13 | 7  | Vòng loại Cúp châu Á (Vòng 3)        |  | 0–4   | 0–5        | 1–2         |          | 3–1  |
| 5  | Guam        | 8  | 0 | 0 | 8 | 2  | 32 | −30 | 0  | Vòng loại Cúp châu Á (Vòng play-off) |  | 0–3   | 0–7        | 1–4         | 0–1      |      |

#### Bảng B
| VT | Đội               | ST | T | H | B | BT | BB | HS  | Đ  | Giành quyền tham dự                  |  | Úc  | Kuwait | Jordan | Nepal | Đài Bắc Trung Hoa |
| -- | ----------------- | -- | - | - | - | -- | -- | --- | -- | ------------------------------------ |  | --- | ------ | ------ | ----- | ----------------- |
| 1  | Úc                | 8  | 8 | 0 | 0 | 28 | 2  | +26 | 24 | Vòng 3 và Cúp châu Á                 |  |     | 3–0    | 1–0    | 5–0   | 5–1               |
| 2  | Kuwait            | 8  | 4 | 2 | 2 | 19 | 7  | +12 | 14 | Vòng loại Cúp châu Á (Vòng 3)        |  | 0–3 |        | 0–0    | 7–0   | 9–0               |
| 3  | Jordan            | 8  | 4 | 2 | 2 | 13 | 3  | +10 | 14 | Vòng loại Cúp châu Á (Vòng 3)        |  | 0–1 | 0–0    |        | 3–0   | 5–0               |
| 4  | Nepal             | 8  | 2 | 0 | 6 | 4  | 22 | −18 | 6  | Vòng loại Cúp châu Á (Vòng 3)        |  | 0–3 | 0–1    | 0–3    |       | 2–0               |
| 5  | Đài Bắc Trung Hoa | 8  | 0 | 0 | 8 | 4  | 34 | −30 | 0  | Vòng loại Cúp châu Á (Vòng play-off) |  | 1–7 | 1–2    | 1–2    | 0–2   |                   |

#### Bảng C
| VT | Đội       | ST | T | H | B | BT | BB | HS  | Đ  | Giành quyền tham dự                  |  | Iran | Iraq | Bahrain | Hồng Kông | Campuchia |
| -- | --------- | -- | - | - | - | -- | -- | --- | -- | ------------------------------------ |  | ---- | ---- | ------- | --------- | --------- |
| 1  | Iran      | 8  | 6 | 0 | 2 | 34 | 4  | +30 | 18 | Vòng 3 và Cúp châu Á                 |  |      | 1–0  | 3–0     | 3–1       | 14–0      |
| 2  | Iraq      | 8  | 5 | 2 | 1 | 14 | 4  | +10 | 17 | Vòng 3 và Cúp châu Á                 |  | 2–1  |      | 0–0     | 2–0       | 4–1       |
| 3  | Bahrain   | 8  | 4 | 3 | 1 | 15 | 4  | +11 | 15 | Vòng loại Cúp châu Á (Vòng 3)        |  | 1–0  | 1–1  |         | 4–0       | 8–0       |
| 4  | Hồng Kông | 8  | 1 | 2 | 5 | 4  | 13 | −9  | 5  | Vòng loại Cúp châu Á (Vòng 3)        |  | 0–2  | 0–1  | 0–0     |           | 2–0       |
| 5  | Campuchia | 8  | 0 | 1 | 7 | 2  | 44 | −42 | 1  | Vòng loại Cúp châu Á (Vòng play-off) |  | 0–10 | 0–4  | 0–1     | 1–1       |           |

#### Bảng D
| VT | Đội         | ST | T | H | B | BT | BB | HS  | Đ  | Giành quyền tham dự           |  | Ả Rập Xê Út | Uzbekistan | Nhà nước Palestine | Singapore | Yemen |
| -- | ----------- | -- | - | - | - | -- | -- | --- | -- | ----------------------------- |  | ----------- | ---------- | ------------------ | --------- | ----- |
| 1  | Ả Rập Xê Út | 8  | 6 | 2 | 0 | 22 | 4  | +18 | 20 | Vòng 3 và Cúp châu Á          |  |             | 3–0        | 5–0                | 3–0       | 3–0   |
| 2  | Uzbekistan  | 8  | 5 | 0 | 3 | 18 | 9  | +9  | 15 | Vòng loại Cúp châu Á (Vòng 3) |  | 2–3         |            | 2–0                | 5–0       | 5–0   |
| 3  | Palestine   | 8  | 3 | 1 | 4 | 10 | 10 | 0   | 10 | Vòng loại Cúp châu Á (Vòng 3) |  | 0–0         | 2–0        |                    | 4–0       | 3–0   |
| 4  | Singapore   | 8  | 2 | 1 | 5 | 7  | 22 | −15 | 7  | Vòng loại Cúp châu Á (Vòng 3) |  | 0–3         | 1–3        | 2–1                |           | 2–2   |
| 5  | Yemen       | 8  | 1 | 2 | 5 | 6  | 18 | −12 | 5  | Vòng loại Cúp châu Á (Vòng 3) |  | 2–2         | 0–1        | 1–0                | 1–2       |       |

#### Bảng E
Qatar đã vượt qua vòng loại cho Cúp thế giới với tư cách là chủ nhà. Tham dự vào vòng này là dành cho vòng loại Cúp bóng đá châu Á.

| VT | Đội         | ST | T | H | B | BT | BB | HS  | Đ  | Giành quyền tham dự           |  | Qatar | Oman | Ấn Độ | Afghanistan | Bangladesh |
| -- | ----------- | -- | - | - | - | -- | -- | --- | -- | ----------------------------- |  | ----- | ---- | ----- | ----------- | ---------- |
| 1  | Qatar       | 8  | 7 | 1 | 0 | 18 | 1  | +17 | 22 | Cúp châu Á và Vòng chung kết  |  |       | 2–1  | 0–0   | 6–0         | 5–0        |
| 2  | Oman        | 8  | 6 | 0 | 2 | 16 | 6  | +10 | 18 | Vòng 3 và Cúp châu Á          |  | 0–1   |      | 1–0   | 3–0         | 4–1        |
| 3  | Ấn Độ       | 8  | 1 | 4 | 3 | 6  | 7  | −1  | 7  | Vòng loại Cúp châu Á (Vòng 3) |  | 0–1   | 1–2  |       | 1–1         | 1–1        |
| 4  | Afghanistan | 8  | 1 | 3 | 4 | 5  | 15 | −10 | 6  | Vòng loại Cúp châu Á (Vòng 3) |  | 0–1   | 1–2  | 1–1   |             | 1–0        |
| 5  | Bangladesh  | 8  | 0 | 2 | 6 | 3  | 19 | −16 | 2  | Vòng loại Cúp châu Á (Vòng 3) |  | 0–2   | 0–3  | 0–2   | 1–1         |            |

1. ↑  Qatar vào thắng Giải vô địch bóng đá thế giới do là nước chủ nhà.

#### Bảng F
| VT | Đội        | ST | T | H | B | BT | BB | HS  | Đ  | Giành quyền tham dự           |  | Nhật Bản | Tajikistan | Kyrgyzstan | Mông Cổ | Myanmar |
| -- | ---------- | -- | - | - | - | -- | -- | --- | -- | ----------------------------- |  | -------- | ---------- | ---------- | ------- | ------- |
| 1  | Nhật Bản   | 8  | 8 | 0 | 0 | 46 | 2  | +44 | 24 | Vòng 3 và Cúp châu Á          |  |          | 4–1        | 5–1        | 6–0     | 10–0    |
| 2  | Tajikistan | 8  | 4 | 1 | 3 | 14 | 12 | +2  | 13 | Vòng loại Cúp châu Á (Vòng 3) |  | 0–3      |            | 1–0        | 3–0     | 4–0     |
| 3  | Kyrgyzstan | 8  | 3 | 1 | 4 | 19 | 12 | +7  | 10 | Vòng loại Cúp châu Á (Vòng 3) |  | 0–2      | 1–1        |            | 0–1     | 7–0     |
| 4  | Mông Cổ    | 8  | 2 | 0 | 6 | 3  | 27 | −24 | 6  | Vòng loại Cúp châu Á (Vòng 3) |  | 0–14     | 0–1        | 1–2        |         | 1–0     |
| 5  | Myanmar    | 8  | 2 | 0 | 6 | 6  | 35 | −29 | 6  | Vòng loại Cúp châu Á (Vòng 3) |  | 0–2      | 4–3        | 1–8        | 1–0     |         |

#### Bảng G
| VT | Đội       | ST | T | H | B | BT | BB | HS  | Đ  | Giành quyền tham dự                  |  | Các Tiểu vương quốc Ả Rập Thống nhất | Việt Nam | Malaysia | Thái Lan | Indonesia |
| -- | --------- | -- | - | - | - | -- | -- | --- | -- | ------------------------------------ |  | ------------------------------------ | -------- | -------- | -------- | --------- |
| 1  | UAE       | 8  | 6 | 0 | 2 | 23 | 7  | +16 | 18 | Vòng 3 và Cúp châu Á                 |  |                                      | 3–2      | 4–0      | 3–1      | 5–0       |
| 2  | Việt Nam  | 8  | 5 | 2 | 1 | 13 | 5  | +8  | 17 | Vòng 3 và Cúp châu Á                 |  | 1–0                                  |          | 1–0      | 0–0      | 4–0       |
| 3  | Malaysia  | 8  | 4 | 0 | 4 | 10 | 12 | −2  | 12 | Vòng loại Cúp châu Á (Vòng 3)        |  | 1–2                                  | 1–2      |          | 2–1      | 2–0       |
| 4  | Thái Lan  | 8  | 2 | 3 | 3 | 9  | 9  | 0   | 9  | Vòng loại Cúp châu Á (Vòng 3)        |  | 2–1                                  | 0–0      | 0–1      |          | 2–2       |
| 5  | Indonesia | 8  | 0 | 1 | 7 | 5  | 27 | −22 | 1  | Vòng loại Cúp châu Á (Vòng play-off) |  | 0–5                                  | 1–3      | 2–3      | 0–3      |           |

#### Bảng H
CHDCND Triều Tiên đã rút khỏi vòng loại vì lo ngại liên quan đến đại dịch COVID-19.

| VT | Đội               | ST | T | H | B | BT | BB | HS  | Đ  | Giành quyền tham dự           |  | Hàn Quốc | Liban | Turkmenistan | Sri Lanka | Cộng hòa Dân chủ Nhân dân Triều Tiên |
| -- | ----------------- | -- | - | - | - | -- | -- | --- | -- | ----------------------------- |  | -------- | ----- | ------------ | --------- | ------------------------------------ |
| 1  | Hàn Quốc          | 6  | 5 | 1 | 0 | 22 | 1  | +21 | 16 | Vòng 3 và Cúp châu Á          |  |          | 2–1   | 5–0          | 8–0       | 7 thg6                               |
| 2  | Liban             | 6  | 3 | 1 | 2 | 11 | 8  | +3  | 10 | Vòng 3 và Cúp châu Á          |  | 0–0      |       | 2–1          | 3–2       | 0–0                                  |
| 3  | Turkmenistan      | 6  | 3 | 0 | 3 | 8  | 11 | −3  | 9  | Vòng loại Cúp châu Á (Vòng 3) |  | 0–2      | 3–2   |              | 2–0       | 3–1                                  |
| 4  | Sri Lanka         | 6  | 0 | 0 | 6 | 2  | 23 | −21 | 0  | Vòng loại Cúp châu Á (Vòng 3) |  | 0–5      | 0–3   | 0–2          |           | 0–1                                  |
| 5  | CHDCND Triều Tiên | 0  | 0 | 0 | 0 | 0  | 0  | 0   | 0  | Rút lui                       |  | 0–0      | 2–0   | 15 thg6      | 3 thg6    |                                      |

### Xếp hạng của các đội xếp thứ hai
Bảng H chỉ có bốn đội so với năm đội trong tất cả các bảng khác sau khi CHDCND Triều Tiên đã rút khỏi giải đấu. Do đó, kết quả đối đầu với đội xếp thứ năm không được tính khi xác định thứ hạng của các đội xếp nhì bảng.

| VT | Bg | Đội        | ST | T | H | B | BT | BB | HS  | Đ  | Giành quyền tham dự                           |
| -- | -- | ---------- | -- | - | - | - | -- | -- | --- | -- | --------------------------------------------- |
| 1  | A  | Trung Quốc | 6  | 4 | 1 | 1 | 16 | 3  | +13 | 13 | Vòng loại Cúp Thế giới (Vòng 3) và Cúp châu Á |
| 2  | E  | Oman       | 6  | 4 | 0 | 2 | 9  | 5  | +4  | 12 | Vòng loại Cúp Thế giới (Vòng 3) và Cúp châu Á |
| 3  | C  | Iraq       | 6  | 3 | 2 | 1 | 6  | 3  | +3  | 11 | Vòng loại Cúp Thế giới (Vòng 3) và Cúp châu Á |
| 4  | G  | UAE        | 6  | 3 | 1 | 2 | 6  | 4  | +2  | 10 | Vòng loại Cúp Thế giới (Vòng 3) và Cúp châu Á |
| 5  | H  | Liban      | 6  | 3 | 1 | 2 | 11 | 8  | +3  | 10 | Vòng loại Cúp Thế giới (Vòng 3) và Cúp châu Á |
| 6  | F  | Tajikistan | 6  | 3 | 1 | 2 | 7  | 8  | −1  | 10 | Vòng loại Cúp châu Á (Vòng 3)                 |
| 7  | D  | Uzbekistan | 6  | 3 | 0 | 3 | 12 | 9  | +3  | 9  | Vòng loại Cúp châu Á (Vòng 3)                 |
| 8  | B  | Kuwait     | 6  | 2 | 2 | 2 | 8  | 6  | +2  | 8  | Vòng loại Cúp châu Á (Vòng 3)                 |

### Xếp hạng của các đội xếp thứ năm
| VT | Bg | Đội               | ST | T | H | B | BT | BB | HS  | Đ | Giành quyền tham dự                  |
| -- | -- | ----------------- | -- | - | - | - | -- | -- | --- | - | ------------------------------------ |
| 1  | F  | Myanmar           | 8  | 2 | 0 | 6 | 6  | 35 | −29 | 6 | Vòng loại Cúp châu Á (Vòng 3)        |
| 2  | D  | Yemen             | 8  | 1 | 2 | 5 | 6  | 18 | −12 | 5 | Vòng loại Cúp châu Á (Vòng 3)        |
| 3  | E  | Bangladesh        | 8  | 0 | 2 | 6 | 3  | 19 | −16 | 2 | Vòng loại Cúp châu Á (Vòng 3)        |
| 4  | G  | Indonesia         | 8  | 0 | 1 | 7 | 5  | 27 | −22 | 1 | Vòng loại Cúp châu Á (Vòng play-off) |
| 5  | C  | Campuchia         | 8  | 0 | 1 | 7 | 2  | 44 | −42 | 1 | Vòng loại Cúp châu Á (Vòng play-off) |
| 6  | B  | Đài Bắc Trung Hoa | 8  | 0 | 0 | 8 | 4  | 34 | −30 | 0 | Vòng loại Cúp châu Á (Vòng play-off) |
| 7  | A  | Guam              | 8  | 0 | 0 | 8 | 2  | 32 | −30 | 0 | Vòng loại Cúp châu Á (Vòng play-off) |

## Vòng play-off
4 đội thi đấu trong một vòng duy nhất cho 2 suất còn lại vào vòng 3. Giải đã được lên kế hoạch có tổng cộng 8 suất  cho vòng 3 có sẵn từ vòng này (4 đội từ vòng 1, 4 đội từ vòng 2) và 4 đội đã bị loại khỏi giai đoạn này sẽ lọt vào Cúp bóng đá đoàn kết châu Á 2020 đã bị hủy bỏ sau đó.
| Đội 1     | TTS | Đội 2             | Lượt đi | Lượt về |
| --------- | --- | ----------------- | ------- | ------- |
| Guam      | 1–3 | Campuchia         | 0–1     | 1–2     |
| Indonesia | 5–1 | Đài Bắc Trung Hoa | 2–1     | 3–0     |

## Vòng 3
Tổng cộng có 24 đội tuyển sẽ thi đấu trong vòng 3 của vòng loại Cúp bóng đá châu Á. Do đội chủ nhà Trung Quốc giành quyền vào vòng 3 của vòng loại giải vô địch bóng đá thế giới 2022, suất vé tự động cho đội chủ nhà không còn cần thiết và tổng cộng 11 suất vé cho Cúp bóng đá châu Á có sẵn từ vòng này.

### Các bảng đấu
| Các tiêu chí vòng loại Cúp bóng đá châu Á 2023 |
| --- |
| Các đội tuyển được xếp hạng theo điểm (3 điểm cho một trận thắng, 1 điểm cho một trận hòa, 0 điểm cho một trận thua). Nếu bằng điểm, các tiêu chí được áp dụng theo thứ tự sau đây để xác định thứ hạng (Quy định Điều 7.3): 1. Điểm trong các trận đấu đối đầu giữa các đội bằng điểm; 2. Hiệu số bàn thắng thua trong các trận đấu đối đầu giữa các đội bằng điểm; 3. Số bàn thắng ghi được trong các trận đấu đối đầu giữa các đội bằng điểm; 4. Số bàn thắng sân khách ghi được trong các trận đấu đối đầu giữa các đội bằng điểm (không được áp dụng do thi đấu tập trung tại địa điểm trung lập); 5. Nếu có nhiều hơn hai đội bằng điểm, và sau khi áp dụng tiêu chí 1 đến 4, một nhóm nhỏ của các đội vẫn bằng nhau, tiêu chí 1 đến 4 được áp dụng lại dành riêng cho nhóm này; 6. Hiệu số bàn thắng thua trong tất cả các trận đấu bảng; 7. Số bàn thắng ghi được trong tất cả các trận đấu bảng; 8. Sút luân lưu nếu chỉ có hai đội bằng điểm và họ gặp nhau trong lượt trận cuối cùng của bảng; 9. Điểm kỷ luật (thẻ vàng = 1 điểm, thẻ đỏ là kết quả của hai thẻ vàng = 3 điểm, thẻ đỏ trực tiếp = 3 điểm, thẻ vàng tiếp theo là thẻ đỏ trực tiếp = 4 điểm, đội nhiều điểm hơn sẽ xếp dưới); 10. Bốc thăm. |

#### Bảng A
| VT | Đội        | ST | T | H | B | BT | BB | HS  | Đ | Giành quyền tham dự     |   |     |     |     |     |
| -- | ---------- | -- | - | - | - | -- | -- | --- | - | ----------------------- | - | --- | --- | --- | --- |
| 1  | Jordan     | 3  | 3 | 0 | 0 | 6  | 0  | +6  | 9 | Cúp bóng đá châu Á 2023 |   | —   | —   | 3–0 | 2–0 |
| 2  | Indonesia  | 3  | 2 | 0 | 1 | 9  | 2  | +7  | 6 | Cúp bóng đá châu Á 2023 |   | 0–1 | —   | —   | 7–0 |
| 3  | Kuwait (H) | 3  | 1 | 0 | 2 | 5  | 6  | −1  | 3 |                         |   | —   | 1–2 | —   | —   |
| 4  | Nepal      | 3  | 0 | 0 | 3 | 1  | 13 | −12 | 0 |                         | — | —   | 1–4 | —   |     |

#### Bảng B
| VT | Đội         | ST | T | H | B | BT | BB | HS  | Đ | Giành quyền tham dự     |     |     |     |     |     |
| -- | ----------- | -- | - | - | - | -- | -- | --- | - | ----------------------- | --- | --- | --- | --- | --- |
| 1  | Palestine   | 3  | 3 | 0 | 0 | 10 | 0  | +10 | 9 | Cúp bóng đá châu Á 2023 |     | —   | 4–0 | 1–0 | —   |
| 2  | Philippines | 3  | 1 | 1 | 1 | 1  | 4  | −3  | 4 |                         |     | —   | —   | —   | 0–0 |
| 3  | Mông Cổ (H) | 3  | 1 | 0 | 2 | 2  | 2  | 0   | 3 |                         | —   | 0–1 | —   | —   |     |
| 4  | Yemen       | 3  | 0 | 1 | 2 | 0  | 7  | −7  | 1 |                         | 0–5 | —   | 0–2 | —   |     |

#### Bảng C
| VT | Đội            | ST | T | H | B | BT | BB | HS | Đ | Giành quyền tham dự     |   |     |     |     |     |
| -- | -------------- | -- | - | - | - | -- | -- | -- | - | ----------------------- | - | --- | --- | --- | --- |
| 1  | Uzbekistan (H) | 3  | 3 | 0 | 0 | 9  | 0  | +9 | 9 | Cúp bóng đá châu Á 2023 |   | —   | 2–0 | —   | 3–0 |
| 2  | Thái Lan       | 3  | 2 | 0 | 1 | 5  | 2  | +3 | 6 | Cúp bóng đá châu Á 2023 |   | —   | —   | 3–0 | —   |
| 3  | Maldives       | 3  | 1 | 0 | 2 | 1  | 7  | −6 | 3 |                         |   | 0–4 | —   | —   | 1–0 |
| 4  | Sri Lanka      | 3  | 0 | 0 | 3 | 0  | 6  | −6 | 0 |                         | — | 0–2 | —   | —   |     |

#### Bảng D
| VT | Đội         | ST | T | H | B | BT | BB | HS | Đ | Giành quyền tham dự     |   |     |     |     |     |
| -- | ----------- | -- | - | - | - | -- | -- | -- | - | ----------------------- | - | --- | --- | --- | --- |
| 1  | Ấn Độ (H)   | 3  | 3 | 0 | 0 | 8  | 1  | +7 | 9 | Cúp bóng đá châu Á 2023 |   | —   | 4–0 | —   | 2–0 |
| 2  | Hồng Kông   | 3  | 2 | 0 | 1 | 5  | 5  | 0  | 6 | Cúp bóng đá châu Á 2023 |   | —   | —   | 2–1 | —   |
| 3  | Afghanistan | 3  | 0 | 1 | 2 | 4  | 6  | −2 | 1 |                         |   | 1–2 | —   | —   | 2–2 |
| 4  | Campuchia   | 3  | 0 | 1 | 2 | 2  | 7  | −5 | 1 |                         | — | 0–3 | —   | —   |     |

#### Bảng E
| VT | Đội          | ST | T | H | B | BT | BB | HS | Đ | Giành quyền tham dự     |   |     |     |     |     |
| -- | ------------ | -- | - | - | - | -- | -- | -- | - | ----------------------- | - | --- | --- | --- | --- |
| 1  | Bahrain      | 3  | 3 | 0 | 0 | 5  | 1  | +4 | 9 | Cúp bóng đá châu Á 2023 |   | —   | —   | 1–0 | 2–0 |
| 2  | Malaysia (H) | 3  | 2 | 0 | 1 | 8  | 4  | +4 | 6 | Cúp bóng đá châu Á 2023 |   | 1–2 | —   | —   | 4–1 |
| 3  | Turkmenistan | 3  | 1 | 0 | 2 | 3  | 5  | −2 | 3 |                         |   | —   | 1–3 | —   | —   |
| 4  | Bangladesh   | 3  | 0 | 0 | 3 | 2  | 8  | −6 | 0 |                         | — | —   | 1–2 | —   |     |

#### Bảng F
| VT | Đội            | ST | T | H | B | BT | BB | HS  | Đ | Giành quyền tham dự     |   |     |     |     |     |
| -- | -------------- | -- | - | - | - | -- | -- | --- | - | ----------------------- | - | --- | --- | --- | --- |
| 1  | Tajikistan     | 3  | 2 | 1 | 0 | 5  | 0  | +5  | 7 | Cúp bóng đá châu Á 2023 |   | —   | —   | —   | 4–0 |
| 2  | Kyrgyzstan (H) | 3  | 2 | 1 | 0 | 4  | 1  | +3  | 7 | Cúp bóng đá châu Á 2023 |   | 0–0 | —   | 2–1 | —   |
| 3  | Singapore      | 3  | 1 | 0 | 2 | 7  | 5  | +2  | 3 |                         |   | 0–1 | —   | —   | —   |
| 4  | Myanmar        | 3  | 0 | 0 | 3 | 2  | 12 | −10 | 0 |                         | — | 0–2 | 2–6 | —   |     |

#### Xếp hạng của các đội xếp thứ hai
| VT | Bg | Đội         | ST | T | H | B | BT | BB | HS | Đ | Giành quyền tham dự     |
| -- | -- | ----------- | -- | - | - | - | -- | -- | -- | - | ----------------------- |
| 1  | F  | Kyrgyzstan  | 3  | 2 | 1 | 0 | 4  | 1  | +3 | 7 | Cúp bóng đá châu Á 2023 |
| 2  | A  | Indonesia   | 3  | 2 | 0 | 1 | 9  | 2  | +7 | 6 | Cúp bóng đá châu Á 2023 |
| 3  | E  | Malaysia    | 3  | 2 | 0 | 1 | 8  | 4  | +4 | 6 | Cúp bóng đá châu Á 2023 |
| 4  | C  | Thái Lan    | 3  | 2 | 0 | 1 | 5  | 2  | +3 | 6 | Cúp bóng đá châu Á 2023 |
| 5  | D  | Hồng Kông   | 3  | 2 | 0 | 1 | 5  | 5  | 0  | 6 | Cúp bóng đá châu Á 2023 |
| 6  | B  | Philippines | 3  | 1 | 1 | 1 | 1  | 4  | −3 | 4 |                         |

## Các đội tuyển vượt qua vòng loại

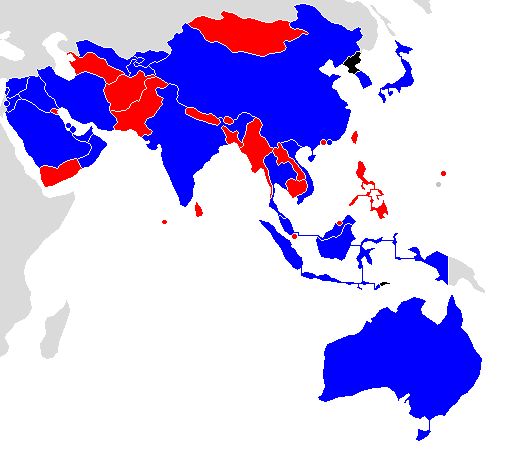
Tình trạng vòng loại
Quốc gia vượt qua vòng loại cho Cúp châu Á
Quốc gia không vượt qua vòng loại
Quốc gia đã bị loại hoặc rút lui

Dưới đây là 24 đội tuyển vượt qua vòng loại cho vòng chung kết.
| Đội tuyển   | Tư cách vượt qua vòng loại | Ngày vượt qua vòng loại | Tham dự lần trước trong Cúp bóng đá châu Á1                                             |
| ----------- | -------------------------- | ----------------------- | --------------------------------------------------------------------------------------- |
| Nhật Bản    | Nhất bảng F (vòng 2)       | 28 tháng 5 năm 2021     | 9 (1988, 1992, 1996, 2000, 2004, 2007, 2011, 2015, 2019)                                |
| Syria       | Nhất bảng A (vòng 2)       | 7 tháng 6 năm 2021      | 6 (1980, 1984, 1988, 1996, 2011, 2019)                                                  |
| Qatar       | Nhất bảng E (vòng 2)       | 7 tháng 6 năm 2021      | 10 (1980, 1984, 1988, 1992, 2000, 2004, 2007, 2011, 2015, 2019)                         |
| Hàn Quốc    | Nhất bảng H (vòng 2)       | 9 tháng 6 năm 2021      | 14 (1956, 1960, 1964, 1972, 1980, 1984, 1988, 1996, 2000, 2004, 2007, 2011, 2015, 2019) |
| Úc          | Nhất bảng B (vòng 2)       | 11 tháng 6 năm 2021     | 4 (2007, 2011, 2015, 2019)                                                              |
| Iran        | Nhất bảng C (vòng 2)       | 15 tháng 6 năm 2021     | 14 (1968, 1972, 1976, 1980, 1984, 1988, 1992, 1996, 2000, 2004, 2007, 2011, 2015, 2019) |
| Ả Rập Xê Út | Nhất bảng D (vòng 2)       | 15 tháng 6 năm 2021     | 10 (1984, 1988, 1992, 1996, 2000, 2004, 2007, 2011, 2015, 2019)                         |
| UAE         | Nhất bảng G (vòng 2)       | 15 tháng 6 năm 2021     | 10 (1980, 1984, 1988, 1992, 1996, 2004, 2007, 2011, 2015, 2019)                         |
| Trung Quốc  | Nhì bảng A (vòng 2)        | 15 tháng 6 năm 2021     | 12 (1976, 1980, 1984, 1988, 1992, 1996, 2000, 2004, 2007, 2011, 2015, 2019)             |
| Iraq        | Nhì bảng C (vòng 2)        | 15 tháng 6 năm 2021     | 9 (1972, 1976, 1996, 2000, 2004, 2007, 2011, 2015, 2019)                                |
| Oman        | Nhì bảng E (vòng 2)        | 15 tháng 6 năm 2021     | 4 (2004, 2007, 2015, 2019)                                                              |
| Việt Nam    | Nhì bảng G (vòng 2)        | 15 tháng 6 năm 2021     | 4 (19562, 19602, 2007, 2019)                                                            |
| Liban       | Nhì bảng H (vòng 2)        | 15 tháng 6 năm 2021     | 2 (2000, 2019)                                                                          |
| Jordan      | Nhất bảng A (vòng 3)       | 14 tháng 6 năm 2022     | 4 (2004, 2011, 2015, 2019)                                                              |
| Indonesia   | Nhì bảng A (vòng 3)        | 14 tháng 6 năm 2022     | 4 (1996, 2000, 2004, 2007)                                                              |
| Palestine   | Nhất bảng B (vòng 3)       | 14 tháng 6 năm 2022     | 2 (2015, 2019)                                                                          |
| Uzbekistan  | Nhất bảng C (vòng 3)       | 14 tháng 6 năm 2022     | 7 (1996, 2000, 2004, 2007, 2011, 2015, 2019)                                            |
| Thái Lan    | Nhì bảng C (vòng 3)        | 14 tháng 6 năm 2022     | 7 (1972, 1992, 1996, 2000, 2004, 2007, 2019)                                            |
| Hồng Kông   | Nhì bảng D (vòng 3)        | 14 tháng 6 năm 2022     | 3 (1956, 1964, 1968)                                                                    |
| Ấn Độ       | Nhất bảng D (vòng 3)       | 14 tháng 6 năm 2022     | 4 (1964, 1984, 2011, 2019)                                                              |
| Bahrain     | Nhất bảng E (vòng 3)       | 14 tháng 6 năm 2022     | 7 (1988, 2004, 2007, 2011, 2015, 2019)                                                  |
| Malaysia    | Nhì bảng E (vòng 3)        | 14 tháng 6 năm 2022     | 3 (1976, 1980, 2007)                                                                    |
| Kyrgyzstan  | Nhì bảng F (vòng 3)        | 14 tháng 6 năm 2022     | 1 (2019)                                                                                |
| Tajikistan  | Nhất bảng F (vòng 3)       | 14 tháng 6 năm 2022     | 0 (Lần đầu)                                                                             |

Ghi chú:
1 Chữ đậm chỉ ra nhà vô địch cho năm đó. Chữ nghiêng chỉ ra chủ nhà cho năm đó.
2 Tham dự với tư cách là Việt Nam Cộng hòa

## Cầu thủ ghi bàn hàng đầu
Đã có 665 bàn thắng ghi được trong 208 trận đấu, trung bình 3.2 bàn thắng mỗi trận đấu.
11 bàn thắng
- Ali Mabkhout

10 bàn thắng
- Eldor Shomurodov

9 bàn thắng
- Minamino Takumi
- Yousef Nasser

8 bàn thắng
- Vũ Lỗi
- Osako Yuya

7 bàn thắng
- Sunil Chhetri
- Karim Ansarifard
- Sardar Azmoun
- Safawi Rasid
- Omar Al Somah

6 bàn thắng
- Harry Souttar
- Baha' Faisal
- Oday Dabbagh
- Almoez Ali
- Ikhsan Fandi
- Kim Shin-wook
- Mahmoud Al-Mawas

Đối với danh sách cầu thủ ghi bàn đầy đủ cho từng vòng đấu, xem chi tiết ở bài tương ứng: 
- Vòng 1
- Vòng 2
- Vòng play-off
- Vòng 3